# William Gibson A. Bonwill
William Gibson Arlington Bonwill (4 octobre 1833 - 24 septembre 1899) est un dentiste américain qui fut un inventeur prolifique tout au long de sa vie dans divers domaines, comme avec des moissonneuses-batteuses pour la récolte du blé, des lampes à pétrole, des chaudières, des briquets et plus encore. Il est élu membre de la Société américaine de philosophie en 1885.
Il est très connu pour ses recherches et inventions dans le domaine dentaire comme avec sa détermination du triangle de Bonwill et sa conclusion que si les dimensions d'une dent sont connues, alors il est possible d'en déduire les dimensions du squelette entier.

## Biographie
Fils de W.M. Bonwill, un médecin, William est diplômé en 1866 d'odontologie de l'université de chirurgie dentaire de Pennsylvanie (en) puis étudie la médecine à l'université Thomas Jefferson. En octobre 1854, il ouvre un cabinet privé à Dover au Delaware. Il y pratique jusqu'en 1871, puis déménage à Philadelphie. Le 24 septembre 1899, il meurt à l'hôpital St. Joseph de Philadelphie d'une septicémie secondaire à une chirurgie de la prostate, qui avait provoqué une cystite aiguë et une néphrite chronique.

## Recherches et inventions en dentisterie

### Triangle de Bonwill

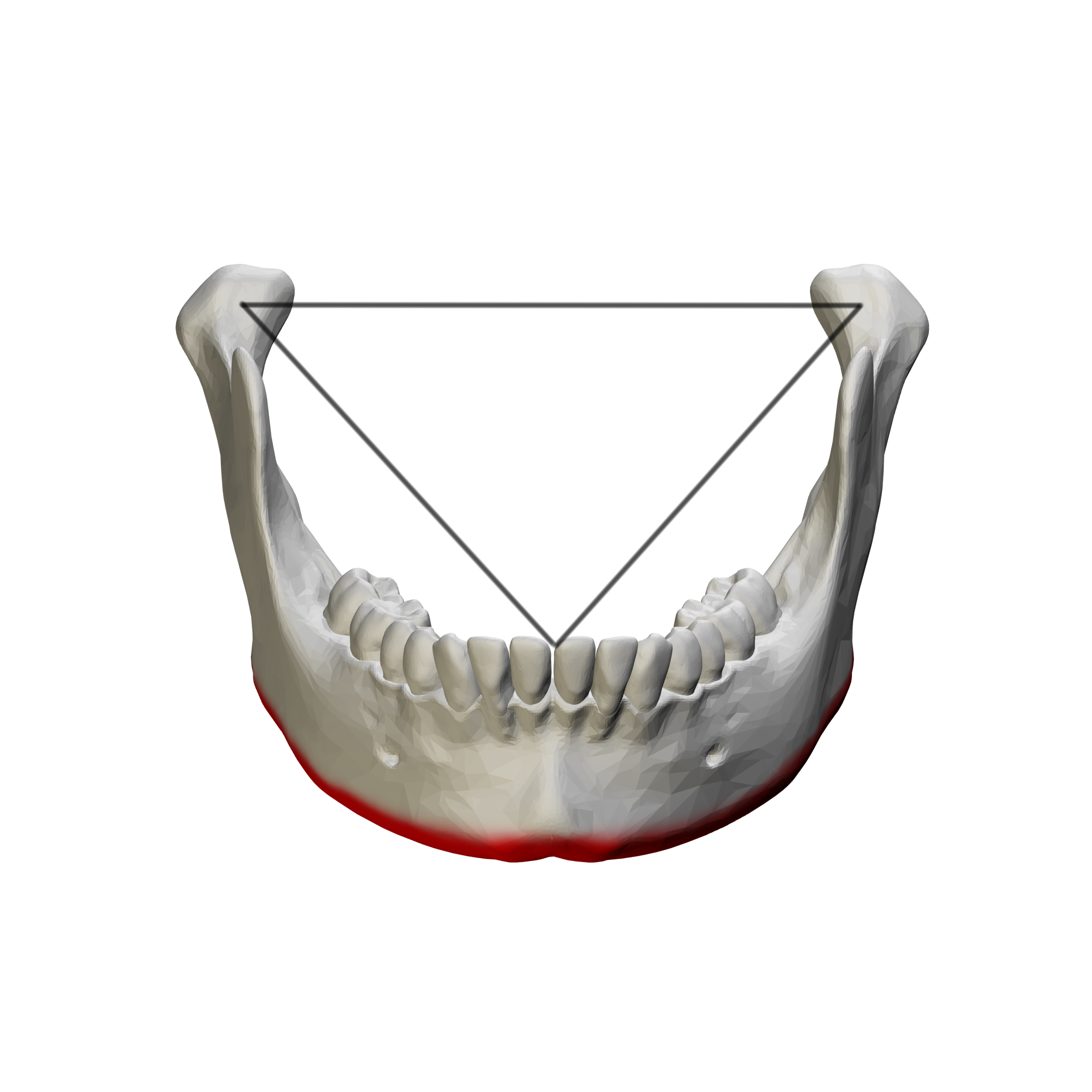
Le triangle de Bonwill.

En examinant 4 000 mandibules de cadavres et 6 000 autres de personnes vivantes, il constate que la distance entre les condyles est de 10 centimètres et que la distance entre chaque condyle et le point de contact des deux incisives centrales inférieures, le point incisif de la mandibule (mâchoire inférieure), correspond. Cette dernière est aussi appelée symphyse. Ces trois points forment un triangle équilatéral, qui ne change pas au cours de la vie. Bonwill présente ces découvertes en 1864 lors d'une réunion publique de la Delaware Dental Society. Ce triangle est nommé « triangle de Bonwill » dans la littérature scientifique. Il complète ses conclusions selon lesquelles les dimensions des dents et des autres os crâniens et même du corps entier sont en relation constante avec la longueur des côtés de ce triangle. Il postule le fait que dès que les dimensions d'une dent sont connues, il est possible d'en déduire le squelette entier.

### Articulateur de Bonwill
Après des travaux préliminaires de Daniel Evans (1840) et à la suite de ses mesures de la mâchoire, Bonwill développe en 1864 le premier « articulateur (en) de Bonwill », un appareil permettant de simuler les mouvements de l'articulation temporo-mandibulaire pour la fabrication de prothèses dentaires. Ces modèles en plâtre des arcades dentaires de la mâchoire supérieure et inférieure sont montés en occlusion dans l'articulateur et remplacent l'ancien concept d'occlusion. Son principe est utilisé dans presque tous les articulateurs avancés. Bonwill est considéré comme l'architecte de l'« occlusion équilibrée » et fait référence au « contact en trois points ».

### Recouvrement de feuilles d'or
En 1867, il développe un marteau électromagnétique, avec lequel on peut utiliser l'or comme matériau de restauration pour un recouvrement plus facile et plus rapide des dents avec des feuilles d'or, et le fait breveter en 1873. En novembre 1875, il est récompensé pour cela par la médaille Elliott Cresson, la plus haute distinction du Franklin Institute de Philadelphie . Il élargit la technique de condensation de l'amalgame lors de la pose d'obturations à l'amalgame.

### Anesthésie

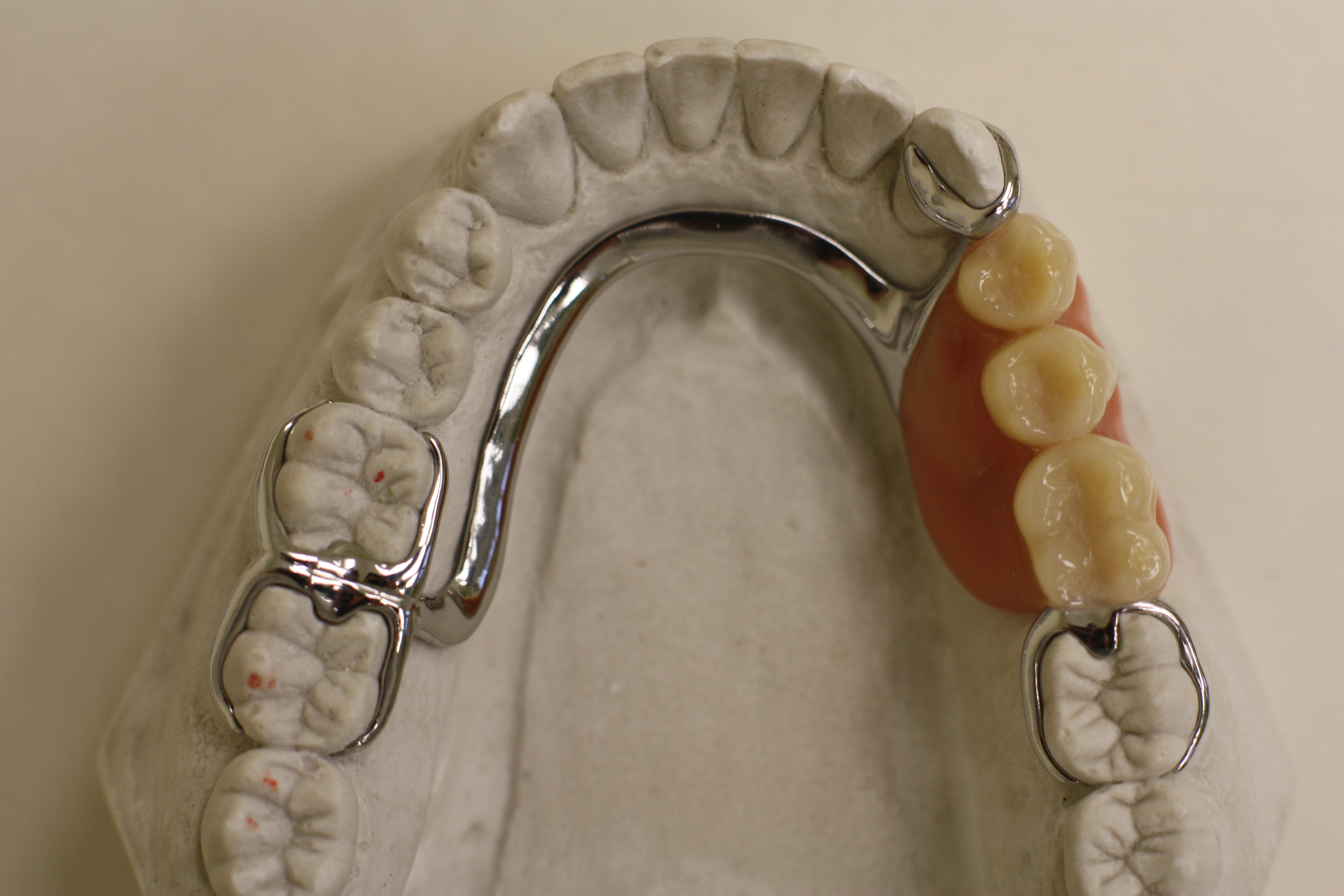
Prothèse partielle mandibulaire avec broche de Bonwill (gauche).

Il développe une méthode d'anesthésie en chirurgie mineure, lors de l'accouchement et dans les procédures dentaires par une respiration forcée du patient (hyperventilation). À cette fin, le patient doit effectuer 80 à 100 respirations par minute. Il est publié en 1875 sous le titre « L'air anesthésique » et présenté au Franklin Institute,.

### Broche de Bonwill
Bonwill invente une broche éponyme pour attacher une prothèse partielle à la dentition. La broche de Bonwill est une prothèse qui combine deux supports et qui englobe deux dents adjacentes,.